# Cerani
Cerani (szerbül: Церани), település Bosznia-Hercegovinában, a Szerb Köztársaság északi régiójában. 

## Fekvése
A település Bosznia-Hercegovina északi részén, Dobojtól légvonalban 24, közúton 38 km-re északnyugatra, községközpontjától légvonalban 11, közúton 19 km-re délre, a Krnjin-hegységben, az Ukrina és az Ilova-folyók összefolyásánál, 150-270 méteres magasságban található. Területén átfolynak az Ukrina és az Ilova jobb oldali mellékvizei. 
A település Donje és Gornje Cerane községekre oszlik.

## Népessége
| Nemzetiségi csoport | Népesség 1991 | Népesség 2013 |
| ------------------- | ------------- | ------------- |
| Szerb               | 1875          | 1057          |
| Bosnyák             | 1             | 0             |
| Horvát              | 8             | 5             |
| Jugoszláv           | 11            | 0             |
| Egyéb               | 10            | 3             |
| Összesen            | 1905          | 1065          |

## Története
A település 1878-ig tartozott az Oszmán Birodalomhoz, ekkor a berlini kongresszus határozata alapján az Osztrák-Magyar Monarchia része lett. 1879-ben az első osztrák-magyar népszámlálás során a Tešanji járáshoz és Osinje községhez tartozó településnek 69 háztartása és 538 ortodox lakosa volt. 1910-ben a Tešanji járáshoz tartozó településen 133 háztartást, 909 ortodox és 2 muszlim lakost találtak. A monarchia szétesésével 1918-ban előbb a Szerb-Horvát-Szlovén Királyság, majd 1929-től a Jugoszláv Királyság része lett. 1921-ben a Tešanji járáshoz tartozó településnek 950 lakosa volt, közülük 949 ortodox szerb és 1 görög katolikus volt. Az 1929-es törvény értelmében, amikor Bosznia-Hercegovinát négy banovinára, Drinskára, Vrbaskára, Zetskára és Primorskára osztották, a település a Vrbaska banovina (Orbászi bánság) része lett, amelynek székhelye Banja Luka volt. 1939-ben a közigazgatás átszervezésével a Hrvatska banovina (Horvát Bánság) része lett.
A második világháborúban Jugoszlávia megszállása után a Független Horvát Állam (NDH) része lett. A második világháború után 1992-ig a település a szocialista Jugoszlávia keretében a Bosznia-Hercegovinai Népköztársaság része volt. A boszniai háborút lezáró daytoni békeszerződés rendelkezése alapján az ország területét felosztották a Bosznia-hercegovinai Föderáció és a boszniai Szerb Köztársaság között. A békeszerződés utáni területmegosztási megállapodás értelmében a település Derventa község részeként a Boszniai Szerb Köztársasághoz került. 

## Nevezetességei
- Donje Cerane remete Szent Cirjék (Киријак Отшелник) tiszteletére szentelt ortodox temploma. A templom mérete 17x8 méter. Építése 2001. március 11-én kezdődött. Az alapokat 2001. április 21-én szentelte fel Vaszilje, Zvornik-Tuzla püspöke. A templom építése 2006-ban fejeződött be, és ugyanazon év október 12-én ugyancsak Vaszilje szentelte fel. A tölgyfa ikonosztázt Josip Nedinić készítette Derventából, az ikonosztázon lévő ikonokat pedig Nikola Đurović festette Kosjerićből.[7] A templom a pojeznai ortodox plébánia filiája.

- Gornje Cerane a Szent Szűz lepele tiszteletére szentelt ortodox temploma. A templom mérete 12x6 méter. Az építkezés 2001 szeptemberében kezdődött, és ugyanazon év október 14-én Vaszilje, Zvornik-Tuzla püspöke szentelte fel az alapokat. A templom 2006. július 15-én készült el és szentelték fel. A tölgyfa ikonosztázt és az ikonokat Perica Paraklis pap készítette a Valjevo melletti Brankovinából.[8] A templom az osinjai ortodox plébánia filiája.